# Dina Bertoni Jovine
Dina Bertoni Jovine (Falvaterra, 1º giugno 1898 – Roma, 19 marzo 1970) è stata una scrittrice, giornalista e pedagogista italiana.

## Biografia
I genitori di Dina Bertoni, nata a Falvaterra il 1º giugno 1898, erano entrambi maestri elementari emiliani. Sia il padre, Domenico, che la madre, Luigia Terzi, si erano per oltre quarant'anni impegnati a combattere l'allora diffusissimo analfabetismo per migliorare, anche con corsi gratuiti per adulti, la situazione culturale e sociale degli abitanti del piccolo paese (Falvaterra) cui erano stati assegnati.
Malgrado le ristrettezze economiche e la nascita di dieci figli, di cui solo sette sopravvissuti (tra questi il fratello Benvenuto, futuro Ragioniere generale dello Stato e direttore dell'Enciclopedia Treccani), essi riuscirono ad avviarli tutti agli studi nella città di Roma.
Dina si diplomò a sedici anni presso l'Istituto Magistrale Vittoria Colonna e, continuando negli studi, conseguì anche il diploma di licenza liceale e si iscrisse all'Istituto Superiore di Magistero, che frequentò dal 1920 al 1924 e in cui ebbe modo di frequentare e apprezzare l'insegnamento di Giuseppe Lombardo Radice, con cui inizierà il tirocinio scientifico, collaborando nel 1927 ai Quaderni pestalozziani.
Insieme con Francesco Jovine, che aveva sposato il 16 dicembre 1928 (entrambi direttori didattici a Roma), si trasferì a Tunisi nel 1937 e successivamente al Cairo dove fu ispettrice didattica negli istituti italiani fino al 1940. Lo scoppio della seconda guerra mondiale costrinse entrambi al rientro a Roma ove nel 1944 volle incontrare, insieme al marito, Lucio Lombardo Radice, figlio del loro maestro, comunicandogli la intenzione di voler entrare nelle file del PCI. A Roma Dina continuerà la sua opera di educatrice e di giornalista collaborando al Giornale d'Italia, a Il Politecnico di Elio Vittorini ed alla Enciclopedia della donna per conto degli Editori Riuniti.
Ha scritto e pubblicato nel 1954 un racconto anche sulla rivista Pioniere dal titolo Pucitto n° 18.

Francesco Jovine e Dina Bertoni

Ha scritto e pubblicato tra il 1964 e il 1965 tre racconti anche sulla rivista Pioniere dell'Unità dal titolo: Pucitto n° 24 1964, Le famiglie e l'ambiente n° 5 1965 e l'ambiente in cui vivete n° 9 1965.
Nel 1953 dirige, insieme con Ada Marchesini Gobetti, la rivista Educazione Democratica e nel 1955 assume un ruolo determinante nella fondazione della rivista pedagogica dei marxisti italiani, Riforma della Scuola; dal 1959 collaborerà alla rivista Il Giornale dei Genitori condotta e fondata sempre da Ada Marchesini Gobetti. Contemporaneamente collabora ad altre riviste pedagogiche quali Scuola e città, Belfagor, I problemi della pedagogia.
Successivamente è chiamata a dirigere la sezione pedagogica dell'Istituto Gramsci e dopo una lunga serie di approfondimenti e di esperienze culturali presso le organizzazioni scolastiche di numerosi paesi esteri, dirige la sezione pedagogica di Paese Sera-libri e scrive la Storia dell'educazione popolare in Italia (1954, Einaudi) e, qualche tempo dopo, la Storia della scuola italiana dal 1870 ai giorni nostri (1958, Editori Riuniti), cui seguiranno: I periodici popolari del Risorgimento (1959, Feltrinelli), Scritti di pedagogia e di politica scolastica (1961 Editori Riuniti), L'alienazione dell'infanzia (1963 Editori Riuniti), Storia della pedagogia (1966-1968 Laterza) opera in tre volumi realizzata da Dina Bertoni e Nicola Badaloni.
Rientrando a Roma dall'Università di Catania, ove era docente, muore per un infarto nella notte tra il 18 e il 19 marzo 1970.
Nel 1974 viene pubblicato, postumo, dalla UTET il Positivismo pedagogico portato a termine con le integrazioni ed i controlli conclusivi del professor Renato Tisato dell'Università di Pavia, un'ampia antologia sul pensiero pedagogico positivistico ricostruito attraverso gli scritti di Villari, Gabelli e De Sanctis e, nel 1976, la Storia della didattica (Editori Riuniti) a cura di Angelo Semeraro.
Tra le numerose carte della defunta scrittrice viene rinvenuto, dai nipoti Giuliano e Sergio Bertoni, un ampio carteggio contenente l’accurata biografia di una nobile eroina del Rinascimento. È la storia personale della marchesa Costanza Arconati. Un libro che fa rivivere il periodo che va dai moti del 1821 all’unità d’Italia e che viene pubblicato postumo su Amazon libri il 20 aprile 2021 col titolo: "Costanza Arconati" - Una protagonista del Risorgimento.

## Pensiero pedagogico
I riferimenti pedagogici della Bertoni Jovine si trovano soprattutto nella riflessione di Antonio Labriola e di Antonio Gramsci, oggettivamente in sintonia con le pratiche dell'educatore sovietico A.S. Makarenko e con un'attenzione spiccata, seppur critica, delle esperienze del positivismo italiano e dell'attivismo di John Dewey. Tutti i riferimenti ideali sono comunque la ricerca continua, come studiosa e storica della vicenda educativa italiana e delle sue istituzioni (dalla legge Casati ai nuovi programmi della scuola di base) ad affermare la necessità di una scuola laica e aconfessionale, nonché dell'unitarietà del sapere e delle culture, umanistica e scientifica. Insieme ad altri esponenti del Movimento di Cooperazione Educativa, quali Giuseppe Tamagnini, Lucio Lombardo Radice, Maria Luisa Bigiaretti, Aldo Pettini, Bruno Ciari, Mario Lodi, era fortemente interessata alle tecniche di Freinet, sebbene con un'accentuazione sull'esigenza di concentrarsi maggiormente sui contenuti e non sui metodismi fini a se stessi.
Anche il metodo Montessori viene dalla Bertoni Jovine passato ad un severo vaglio critico, in particolare per la scarsa considerazione in cui esso tiene la necessità di educare il bambino ai rapporti sociali, mediante il lavoro collettivo. 

La scuola democratica deve raccogliere quanto c'è di più avanzato nella teoria e prassi pedagogica sia attivistica che positivista, ma il fine ultimo non è realizzare la felicità e il benessere individuali, bensì sviluppare tutte le facoltà cognitive ed emozionali dell'educando in vista di una trasformazione del mondo sociale e con la preparazione ad una vita collettiva serena, ampia e fraterna, senza la quale ogni pedagogia è destinata, secondo una lettura marxista, a perpetuare le divisioni di classe e quindi a rendersi sterile.

## Opere
- Storia della scuola popolare in Italia, Torino, Einaudi, 1954.
- La scuola italiana dal 1870 ai giorni nostri, Roma, Editori Riuniti, 1958.
- I periodici popolari del Risorgimento, 3 voll., Milano, Feltrinelli, 1959-1960.
- Introduzione a Antonio Labriola, Scritti di pedagogia e di politica scolastica, Roma, Editori Riuniti, 1961 - abstract
- Introduzione a Aristide Gabelli, Educazione e vita sociale. Un'antologia dagli scritti, Torino, Loescher, 1961.
- Breve storia della scuola italiana, con Fausto Malatesta, Roma, Editori Riuniti, 1961.
- L'alienazione dell'infanzia. Il lavoro minorile nella società moderna, Roma, Editori Riuniti, 1963.
- Prefazione a Luciana Capezzuoli e Grazia Cappabianca, Storia dell'emancipazione femminile, Roma, Editori Riuniti, 1964.
- Enciclopedia della donna, a cura di, 2 voll., Roma, Editori Riuniti, 1965.
- Storia della pedagogia, con Nicola Badaloni, 3 voll., Bari, Laterza, 1966-1968.
- Prefazione e note a Francesco Jovine, Signora Ava, Torino, Einaudi, 1967.
- Educazione e scuola in Gramsci, in AA.VV., Gramsci e la cultura contemporanea, Editori Riuniti, 1969
- Positivismo pedagogico italiano, I, De Sanctis, Villari, Gabelli, a cura di e con la collaborazione di Renato Tisato, Torino, UTET, 1973.
- Storia della didattica. Dalla legge Casati ad oggi, 2 voll., Roma, Editori Riuniti, 1976. [raccolta postuma di saggi e articoli a cura di Angelo Semeraro]
- Principi di pedagogia socialista, Roma, Editori Riuniti, 1977.
- Educazione storia società. Dieci lezioni per la formazione dell'insegnante, Galatina, Congedo, 1990. ISBN 88-7786-425-7.
- Costanza Arconati - Una protagonista del Risorgimento, Independently published, 2021, ISBN 979-8741642924.